# Nicolas Still
Nicolas Still (Eigenbrakel, 7 maart 1997)is een Belgisch voetbalcoach van Britse afkomst.

## Jeugd
Zijn ouders verhuisden vóór zijn geboorte van Engeland naar België, waar ze zich settelden in Grez-Doiceau. Hij heeft twee oudere broers, Edward en Will, die eveneens in het voetbal actief zijn.

## Carrière
In de zomer van 2017 ging Still aan de slag als video-analist bij STVV, de club waar zijn broers al werkzaam waren geweest. Hij werkte er in het seizoen 2017/18 eerst onder Bartolomé Márquez López en vervolgens onder diens opvolger Jonas De Roeck.
In 2018 maakte Still de overstap naar Club Brugge, waar zijn broer Edward toen actief was als assistent-trainer. Toen hoofdtrainer Ivan Leko in mei 2019 bedankt werd voor bewezen diensten, nam Club Brugge ook afscheid van Nicolas en Edward Still. Kort daarop nam Leko zijn voormalige video-analist mee naar zijn nieuwe club Al Ain FC. Aan dat avontuur kwam eind 2019 reeds een einde. 
In januari 2021 trad Still toe tot de technische staf van Frank Vercauteren, de nieuwe trainer van Antwerp FC. Een halfjaar later liep zijn contract er af. Still vond evenwel al gauw een nieuwe club: in mei 2021 ging hij aan de slag bij Sporting Charleroi, waar zijn broer Edward pas was aangesteld als hoofdtrainer. Still ging er opnieuw aan de slag als video-analist, maar werd er ook betrokken bij het veldwerk. Toen Edward in oktober 2022 werd ontslagen als trainer van Charleroi, verliet ook Nicolas de club.
Toen Edward in november 2022 aan de slag ging als hoofdtrainer van KAS Eupen, nam hij zijn broer Nicolas mee als assistent. Edward slaagde er op het einde van het seizoen in om de club in de Jupiler Pro League te houden, maar een paar dagen na de redding kwam er toch een einde aan de samenwerking. Kort daarop ging Nicolas aan de slag als assistent bij Stade de Reims, de club waar zijn broer Will sinds oktober 2022 hoofdtrainer is. Op 5 november 2023 verving hij zijn geschorste broer tijdens de competitiewedstrijd tegen FC Nantes. Onder leiding van Nicolas won Reims de wedstrijd met 0-1.
Toen Will kort voor het einde van het seizoen 2023/24 in onderling overleg afscheid nam van Reims, was ook voor Nicolas het avontuur bij de champagneclub voorbij. Een maand later volgde Nicolas z'n oudere broer naar RC Lens, waar hij aan de slag ging als videoanalist. Ook Edward ging aan de slag bij Lens als assistent, waardoor de drie broers voor het eerst samenwerkten in de technische staf van een profclub. Lens eindigde in het seizoen onder leiding van de Still-broers achtste in de Ligue 1. Na de laatste competitiewedstrijd van het seizoen kondigde Will aan dat hij per direct afscheid nam van Lens, voornamelijk vanwege de gezondheidstoestand van zijn in Engeland wonende vriendin.
In juni 2025 ging Still aan de slag bij KAA Gent, waar hij assistent werd onder hoofdtrainer Ivan Leko, waarmee hij bij Club Brugge en Al Ain al samenwerkte.
2 Kotto ·
3 Brown ·
4 Watanabe ·
5 Lopes ·
6 Gandelman ·
8 Gerkens ·
9 Guðjohnsen ·
10 Omgba ·
11 Sonko ·
12 Gambor ·
13 Mitrović ·
14 Vanzeir‎ ·
15 Ito ·
16 Delorge ·
17 Hjulsager ·
18 Samoise ·
19 Surdez ·
20 Araújo ·
21 Dean ·
22 Fadiga ·
23 Torunarigha ·
24 Kums  ·
26 Fortin ·
27 De Vlieger ·
29 Varela ·
30 De Schrevel ·
32 Vandenberghe ·
33 Roef ·
35 De Meyer ·
45 Goore ·
Coach: Milićević
· Assistent-coach: Van Dessel